# Smithia blanda
Smithia blanda är en ärtväxtart som beskrevs av Nathaniel Wallich. Smithia blanda ingår i släktet Smithia och familjen ärtväxter. IUCN kategoriserar arten globalt som livskraftig. Inga underarter finns listade i Catalogue of Life.